# Crkva sv. Ilije Proroka u Zenici
Crkva sv. Ilije Proroka u Zenici, rimokatolička crkva u Zenici. Današnja je župna crkva župe sv. Ilije Proroka u Zenici. U susjedstvu je KŠC Sv. Pavao i Stadion Bilino polje.
Jedinstveni je primjer secesijske arhitekture u Bosni i Hercegovini. 1909. – 10. izgrađena je po projektu Josipa pl. Vancaša. Sjedište zeničke rimokatoličke župe premješteno je iz Crkvice u središte grada 1910. godine, a iste je godine i ova sadašnja župna kuća.
Na njoj prevladavaju arhitektonski oblici secesije. U crkvi se nalazi glavni oltar iz god. 1837. s reljefom sv. Ilije i skulpturama sv. Barbare i sv. Florijana. Oltar sv. Ante izgrađen je u tirolskoj radionici Ferdinanda Stuflessera, a vjerojatno i Gospin oltar kao i oltar Srca Isusova i propovjedaonica, i to po svoj prilici u drugom desetljeću 20. st. U crkvi se nalaze dvije slike Gabrijela Jurkića iz god. 1955. i skulptura Svetog Ilija (drvo) koju je 1995. godine izradio Anto Kajinić. Od istog umjetnika postavljen je 1993. godine u parku ispred crkve Gospin kip. Crkvu ukrašavaju i dva vitraila na kojima su likovi sv. Petra i sv. Pavla. Na zvoniku crkve nalaze se tri zvona.
Crkva posjeduje orgulje (8 registara) što ih je god. 1933. darovao visoki činovnik željezare Faulend. Orgulje je izgradila tvrtka Heferer iz Zagreba. Od drugih glazbala postoje električne orgulje, harmonij i gitare.